# Малая Андроновка
Малая Андроновка (укр. Мала Андронівка) — село в Скадовской городской общине Скадовского района Херсонской области Украины.
Население по переписи 2001 года составляло 24 человека. Почтовый индекс — 75732. Телефонный код — 5537. Код КОАТУУ — 6524784903.

## Достопримечательность
- Монумент на кургане на месте гибели группы партизан Великой Отечественной войны во главе с командиром отряда Е. Е. Гирским.

## Местный совет
75732, Херсонская обл., Скадовский р-н, с. Шевченко, ул. Гирского, 20